# Anacamptodes cypressaria
Anacamptodes cypressaria là một loài bướm đêm trong họ Geometridae.